# Charles de Brouckère
Pour les articles homonymes, voir de Brouckère et Charles de Brouckère (1757-1850).
Pour les autres membres de la famille, voir Famille de Brouckère.
Charles-Marie-Joseph-Ghislain de Brouckère, plus connu sous le nom de Charles de Brouckère, est un homme politique belge, de tendance libérale. Il est né le 18 janvier 1796 à Bruges et est mort le 20 avril 1860 à Bruxelles.

## Biographie

### Famille «politisée»
Charles de Brouckère grandit bercé dans une famille déjà fortement impliquée dans la politique. Son père, Charles de Brouckère, est, lors de la période autrichienne, échevin du Franc de Bruges. Il devient ensuite président de la Cour impériale de Bruxelles (ancêtre de la Cour d’appel) en 1811, après avoir siégé comme magistrat depuis 1801. Il est aussi membre du Corps législatif pour le département de la Lys, lors de la période française. Sa mère, Charlotte Marie Anne Colette de Stoop, est la fille de M. de Stoop, receveur général des États de Flandre.
Charles de Brouckère est aussi le frère de Henri de Brouckère, également homme politique.

### Jeunesse et études
Charles de Brouckère, de son nom entier Charles-Marie-Joseph-Ghislain de Brouckère, nait le 18 janvier 1796 à Bruges. Il suit ses parents à Bruxelles, et fréquente le lycée de cette même ville, où il étudie les sciences exactes, ainsi que la littérature.
Afin de poursuivre son envie de réaliser une carrière militaire, il décide de rentrer dans l’armée du royaume uni des Pays-Bas en 1815 en tant que cadet. Après 15 jours, il est promu et devient sous-lieutenant. De 1819 à 1820, il est canonnier au 4e bataillon d’artillerie, jusqu'à atteindre le grade de lieutenant. Il donne sa démission en 1820 afin de se consacrer à l’administration publique.

### Débuts en politique
Après l’armée, Charles de Brouckère rejoint les rangs de la politique. S’étant déjà rendu en 1817 dans la résidence du gouverneur du Limbourg, il est nommé chef de la division à l’administration provinciale du Limbourg de 1820 à 1824, pour devenir ensuite, en 1824, membre des États provinciaux du Limbourg, car un canton rural l’y a envoyé.
Sous la période hollandaise (1824-1830), tout change. En effet, de 1826 à 1829, il fait partie de la Seconde Chambre des États généraux pour la province du Limbourg. Étant d’idéologie libérale, il se place sur les bancs de la minorité belge et marque sa nette opposition contre Guillaume Ier d’Orange. En 1828, les États du Limbourg intégrent un autre jeune libéral : Surlet de Chokier, qui devient son fidèle ami. En 1828, Charles de Brouckère est nommé commandant de la garde urbaine.
Vers la fin de l’année 1828, Charles de Brouckère marque les États généraux de par sa volonté d’instaurer la liberté de la presse. Après cet épisode, il gagne en influence et fut réélu par l’opinion publique.
Toutefois, il démissionne de son poste de commandant de la garde urbaine fin 1829 afin d’affirmer son opposition à l'occupation hollandaise, et ce, à la suite du message royal adressé le 11 décembre 1829 et tendant à établir une adhésion formelle des fonctions publiques au roi Guillaume Ier.

### Révolution belge

#### Son attitude lors du début de la révolution belge
Alors que les premiers soulèvements ont lieu le 25 août 1830 lors des émeutes de Bruxelles, Charles de Brouckère se réjouit. Il souhaite que la révolution belge aboutisse à la séparation administrative entre le Nord et le Sud du Royaume uni des Pays-Bas. Le 3 septembre, Charles de Brouckère est un des 7 signataires de la proclamation qui soutient la volonté de la séparation administrative.
Le 13 septembre, Guillaume Ier ouvre à La Haye la session extraordinaire des États généraux où Charles de Brouckère se rend après de nombreuses hésitations. Mais il doit, avec ses compatriotes libéraux, partir au plus vite afin de sauver leur vie qui est menacée.
Le 28 septembre, Charles de Brouckère défend dans un discours son avis formel sur les deux questions qui lui ont été soumises à la représentation nationale. La révolution belge s’intensifie encore plus à la suite du bombardement d'Anvers et sort victorieuse par la création de la dynastie belge.

#### Sous le gouvernement provisoire
L’arrêté adopté par le gouvernement provisoire de Belgique du 6 octobre 1830 nomme Charles de Brouckère membre de la Commission chargée de présenter un projet de constitution. En plus de cela, de Brouckère obtient le grade de colonel d'artillerie dans les nouvelles forces armées belges engagées dans la guerre belgo-néerlandaise et gère gouvernement militaire de Liège.
Le 10 novembre de cette même année, il est désigné par le district de Hasselt, qui le choisit pour faire partie du Congrès national.

#### Congrès national
Charles de Brouckère fait donc ses débuts dans l’assemblée du Congrès national présidée par son ami Érasme-Louis Surlet de Chokier, et ce, avec fracas. En effet, il refuse de s’annexer à la France et tient ce discours : 
« Restons Belges, et ne voyons pas l'avenir dans le présent. Restons donc Belges, et si l'on essayait de détruire notre indépendance par le fer, appelons la France à notre secours : alors les deux peuples réunis sur le champ de bataille, quoique divisés par leurs frontières, sauront faire respecter par la force les principes qu'ils ont fait triompher, là en juillet, ici en septembre... »
M. Constantin Rodenbach introduisit une autre proposition : exclure la maison d’Orange-Nassau de tout pouvoir en Belgique. Charles de Brouckère se rattache à la majorité et la proposition est adoptée le 24 novembre.
Charles de Brouckère a une grande importance dans la rédaction de la Constitution belge, notamment par son idée de titre intitulé : « Des Belges et leurs droits ».
Pour nommer un souverain, la majorité vote tout d’abord le duc de Nemours, fils du roi Louis-Philippe, roi de France. Charles de Brouckère est désigné afin de l’annoncer au roi Louis-Philippe, mais ce dernier refuse que son fils devienne roi de Belgique.
Après l’échec de cette mission actant l’impossibilité de trouver rapidement un roi, le Congrès décida de constituer une régence. Cette haute magistrature fut conférée à Surlet de Chokier, avec le soutien de Charles de Brouckère. Le régent décida de conserver auprès de lui Charles de Brouckère qui devint ministre des Finances.
Cependant, Charles de Brouckère propose de nombreuses fois sa démission à son ami, car cette double mission le met dans une position délicate vis-à-vis du Congrès national. Le régent refuse de nombreuses fois, pour finir par l’accepter à la suite du désaccord de Charles de Brouckère quant à l’élection immédiate du prince de Saxe-Cobourg.
Charles de Brouckère combat donc cette élection, ainsi que les 18 articles proposée par la Conférence de Londres. Cependant, après l'adoption de ces 18 articles, il adhère sincèrement, par loyauté patriotique, à la combinaison qui venait de triompher.
Le 21 juillet 1831, il fait partie de la députation chargée de conduire l’élu du Congrès, Léopold, prince de Saxe-Cobourg, jusqu’au trône.

### Sous le roi LéopoldIer

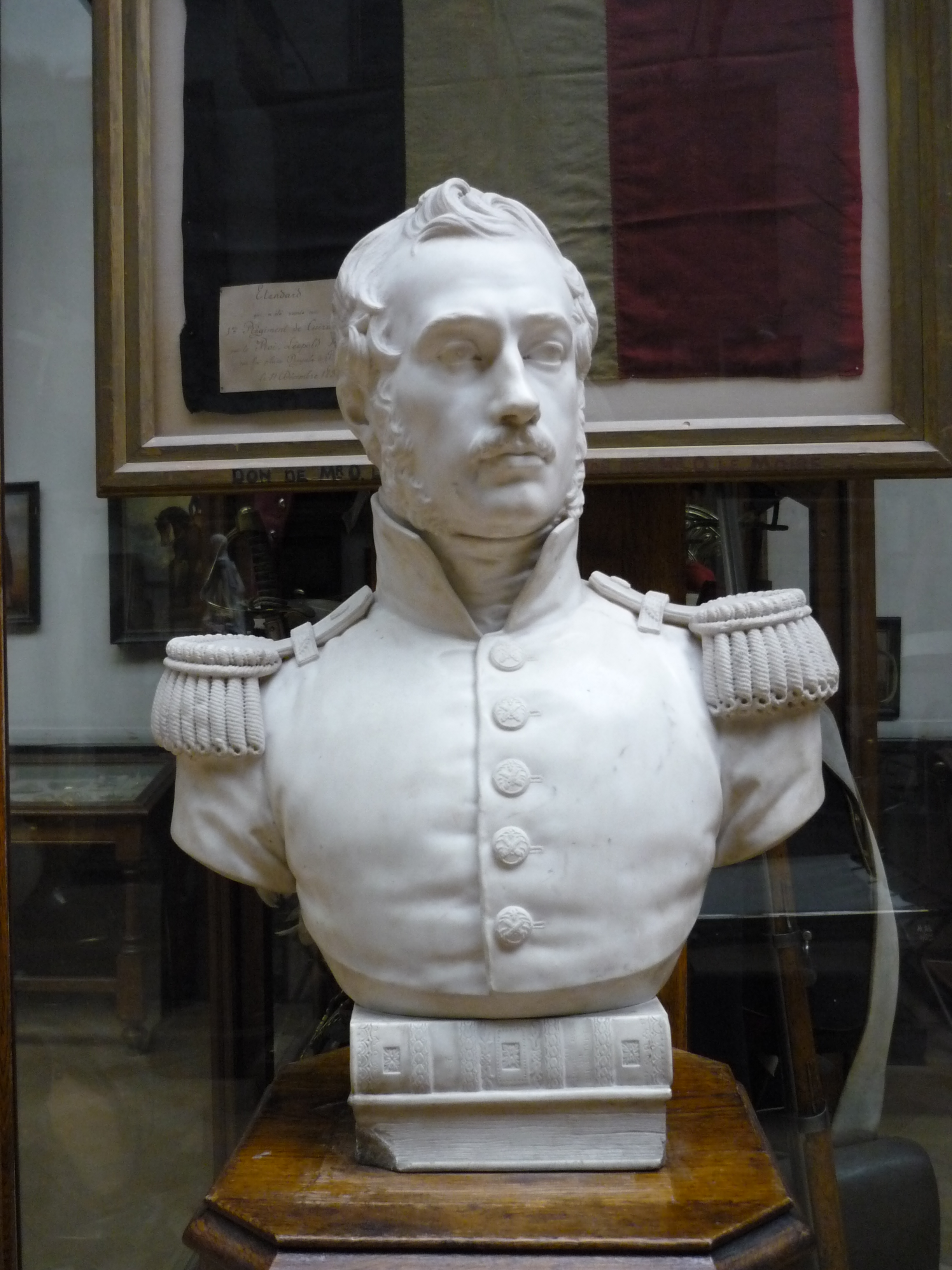
Buste de Charles de Brouckère

Peu après que Léopold Ier fut désigné comme le nouveau roi des Belges, Charles de Brouckère devient alors ministre de l’Intérieur le 3 août 1831. Il ne le reste cependant que durant une période assez courte de 13 jours, puisqu’il est nommé ministre de la Guerre le 16 août 1831, dans le contexte de la tentative de reconquête de la Belgique par les troupes hollandaises. C’est ainsi que Charles de Brouckère est chargé de réorganiser l’armée entière. Il fait un travail des plus laborieux pendant cette période de sa vie, ce qui lui vaut d’ailleurs de nombreuses critiques jusqu’à la Chambre des représentants, en raison notamment de son caractère relativement brusque et impétueux. Il présente et obtient, lassé de ces critiques, sa démission, en mars 1832.
Il décida ensuite de s’éloigner du monde politique pour se lancer dans d’autres projets. Il devient notamment directeur de l’Hôtel des monnaies cette même année, jusqu’en 1846. Il participa également au projet d’élaboration de l’Université libre de Bruxelles en 1834, où il donna dans un premier temps des cours de mathématiques spéciales et d’astronomie, puis, un cours d’économie politique et de statistiques dans la Faculté de droit.
En 1835, il fonde la Banque de Belgique et en devient d’ailleurs le premier président. Après avoir quitté ce poste, il accepte encore de prendre la direction des établissements métallurgiques de la Société des Mines et Fonderies de Zinc de la Vieille-Montagne, où il met de nombreuses choses en place en veillant particulièrement au bien-être de ses travailleurs.
En 1847, après avoir quitté ce poste de directeur, Charles de Brouckère est désigné cette année-là comme président du jury de l’exposition des produits de l’industrie nationale. Il se distingue encore à ce poste en proposant de mettre en place un titre honorifique afin de distinguer les meilleurs travailleurs industriels et agricoles, ce qui est finalement accepté par le gouvernement.

### Ville de Bruxelles
Charles de Brouckère décide de revenir en politique, pour obtenir, en 1847, la fonction de conseiller communal à la Ville de Bruxelles. L’année suivante, en 1848, il est nommé bourgmestre par le Roi, succédant à François-Jean Wyns de Raucourt.
Il est un de ceux qui modifie le plus grand nombre de structures administratives et qui permet d’énormes modifications urbaines à Bruxelles. Il permet une réorganisation de la Police et du Corps des sapeurs-pompiers. C’est aussi lui qui met en place un système de distribution d’eau potable à domicile en 1851 (à partir des réservoirs d’Ixelles, eux-mêmes alimentés par les eaux du Broebelaer et par les sources proches de Braine-l'Alleud). Il a encore annexé le quartier Léopold à la capitale en 1853 et même reconstruit le théâtre de la Monnaie en 1855, ce dernier ayant été détruit pas les flammes.
Il faut encore lui être redevable de certaines « qualités civiques », essentiellement lors de la grande crue de la Senne qui inonda de nombreux quartiers de la ville sous l'effet de pluies torrentielles en 1850. Sur le plan social, c’est aussi lui qui permet des progrès, en créant une caisse d’épargne à la faveur des classes moyennes sous garantie de la Ville, ou en permettant une amélioration du salaire des ouvriers.
Charles de Bouckère occupe son poste de bourgmestre jusqu’à sa mort, en 1860.

#### Actes d'état civil de la famille royale
En tant que bourgmestre, Charles de Brouckère assume usuellement sa qualité d'officier d'état civil. Et, à ce titre, sont rédigés sous son autorité, au Palais royal de Bruxelles (et non à l'Hôtel de ville de Bruxelles), plusieurs actes concernant la famille royale, même si l'officier d'état civil de Laeken, qui est encore une commune distincte, en office d'autres, à la même époque.
Ce sont :
- Le 22 août 1853 à 10 h 30, mariage du Prince Léopold, duc de Brabant et l'Archiduchesse Marie-Henriette d'Autriche, futurs Roi Léopold II et Reine Marie-Henriette des Belges, qui fut précédé par un autre mariage à Vienne le 10 août 1853 précédent.
- Le 27 juillet 1857 à 11 h, mariage de la Princesse Charlotte, Princesse de Belgique (1891) et de l'Archiduc Maximilien d'Autriche, futurs Empereur Maximilien Ier et Impératrice "Carlota" du Mexique, grand-maîtresse de l'Ordre de Saint Charles.
- Le 20 février 1858 à 14 h, acte de naissance de la Princesse Louise Marie Amélie (Princesse de Belgique en 1891), fille et enfant ainé du Duc et de la Duchesse de Brabant, née le 18 février 1858 à 14h30 au Palais royal de Bruxelles.

|                                |
| Acte de mariage de Léopold II. |

|                                             |
| Acte de mariage de l'Impératrice Charlotte. |

|                                           |
| Acte de naissance de la Princesse Louise. |

Remarques :
- Léopold est cité comme Duc de Brabant et "Prince héréditaire de Belgique" (titre réglementairement inexistant) dans les 2 actes le concernant, et correctement comme Duc de Saxe dans l'acte de naissance de Louise. Il est, par contre, cité erronément comme "duc de Saxe-Cobourg-Gotha" (au lieu de "Duc de Saxe, Prince de Saxe-Cobourg et Gotha") dans son acte de mariage. Cette qualité de duc (souverain) de Saxe-Cobourg-Gotha appartient en 1853 à son cousin germain, le Duc Ernest II de Saxe-Cobourg et Gotha (1818-1844-1893)
- Une autre cérémonie de mariage ayant eu lieu à Vienne le 10 août 1853 précédent, Marie Henriette est déjà cité dans son acte bruxellois de mariage comme Duchesse de Brabant. Elle l'est également dans l'acte de naissance de Louise ainsi que Duchesse de Saxe.
- Lors de son mariage, la princesse Charlotte sera qualifiée dans l'acte de "Princesse Royale de Belgique". Sans doute comme parallèle avec les titres de son époux "Prince Impérial et Royal, Archiduc d'Autriche". Mais, en réellement, comme tous les membres de la famille royale, Charlotte ne portera un titre réglementaire de "Princesse de Belgique" qu'aux termes de l'arrêté royal du 14 mars 1891 comme cela est inscrit en marge de son acte de naissance.

## Hommages
Ses nombreuses actions lui ont permis de se voir ériger un monument fontaine à la porte de Namur, après sa mort, en 1866, ce dernier ayant ensuite été déplacé au square Jean Palfyn à Laeken.
La place de Brouckère, au centre-ville, porte toujours son nom, ainsi que la station de métro s'y trouvant. Cette place rectangulaire relève de la percée monumentale nord-sud destinée à voûter la Senne et à relier les gares du Nord et du Midi à travers le pentagone. Cet important assainissement a été réalisé sur les plans de l’architecte Léon-Pierre Suys et sous le mayorat de Jules Anspach. Depuis 1871, la place porte le nom de Charles de Brouckère.
Il est inhumé au Cimetière de Bruxelles à Evere.

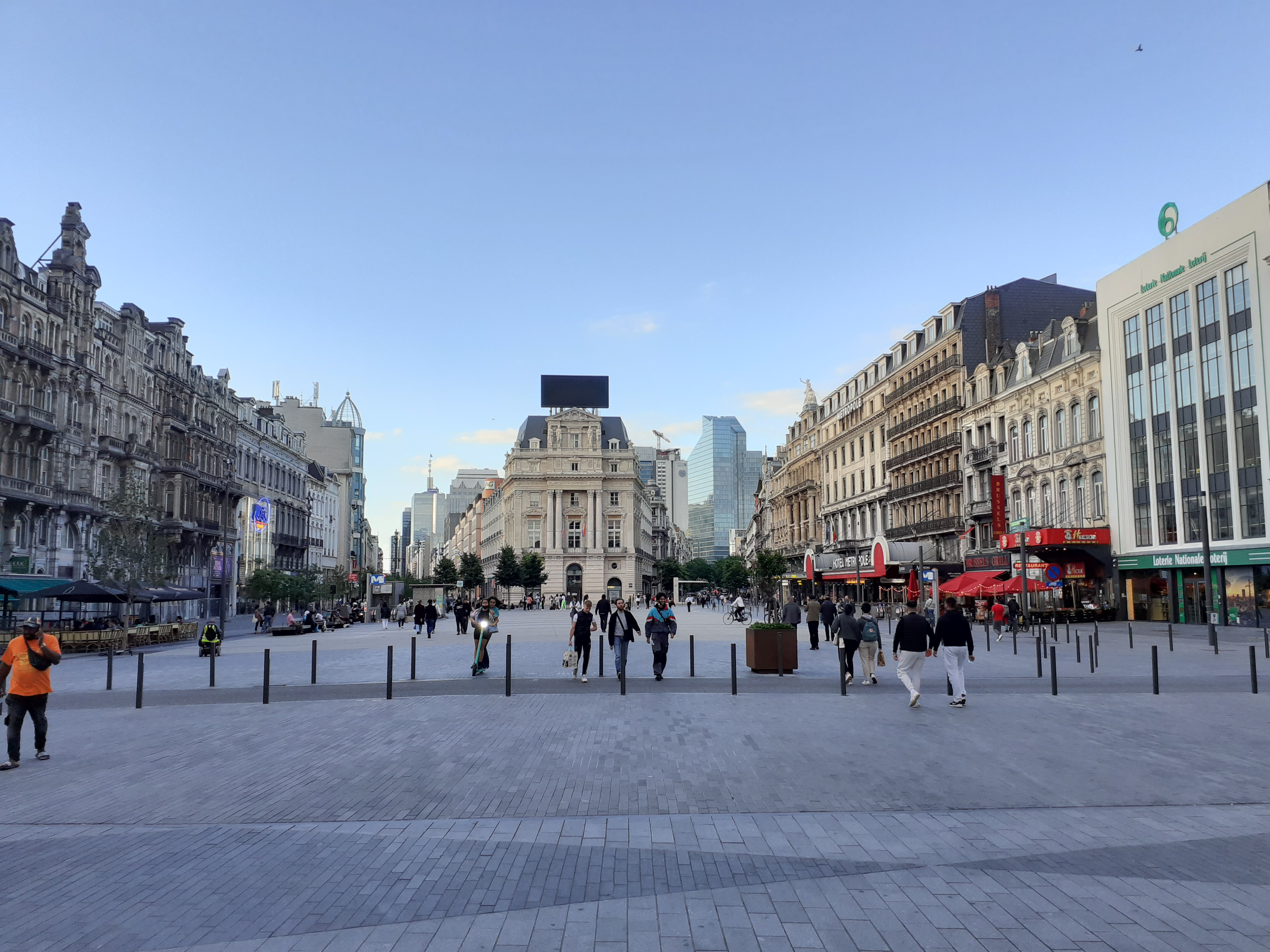
Place de Brouckère.
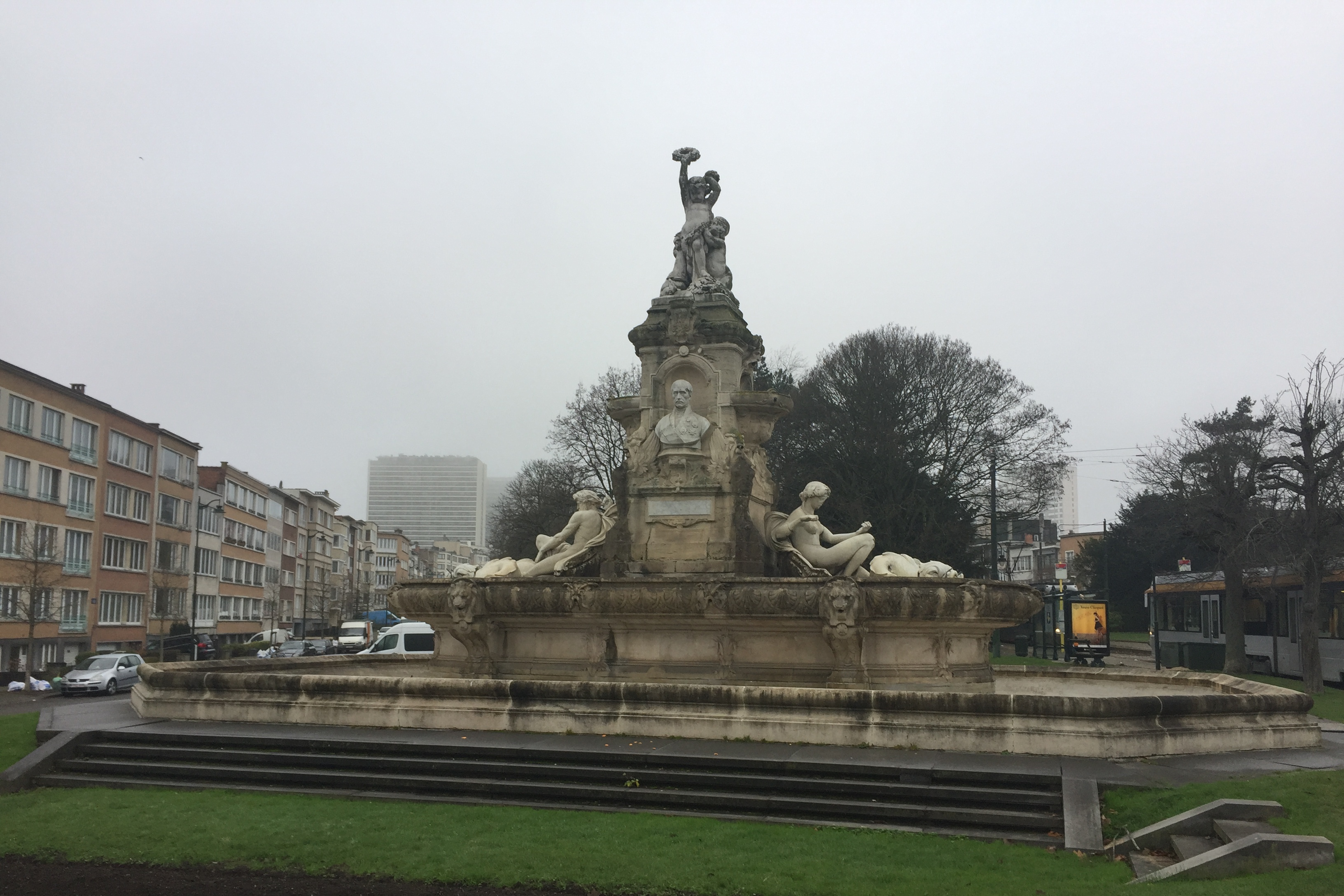
Fontaine de Brouckère, aujourd'hui située à Laeken.
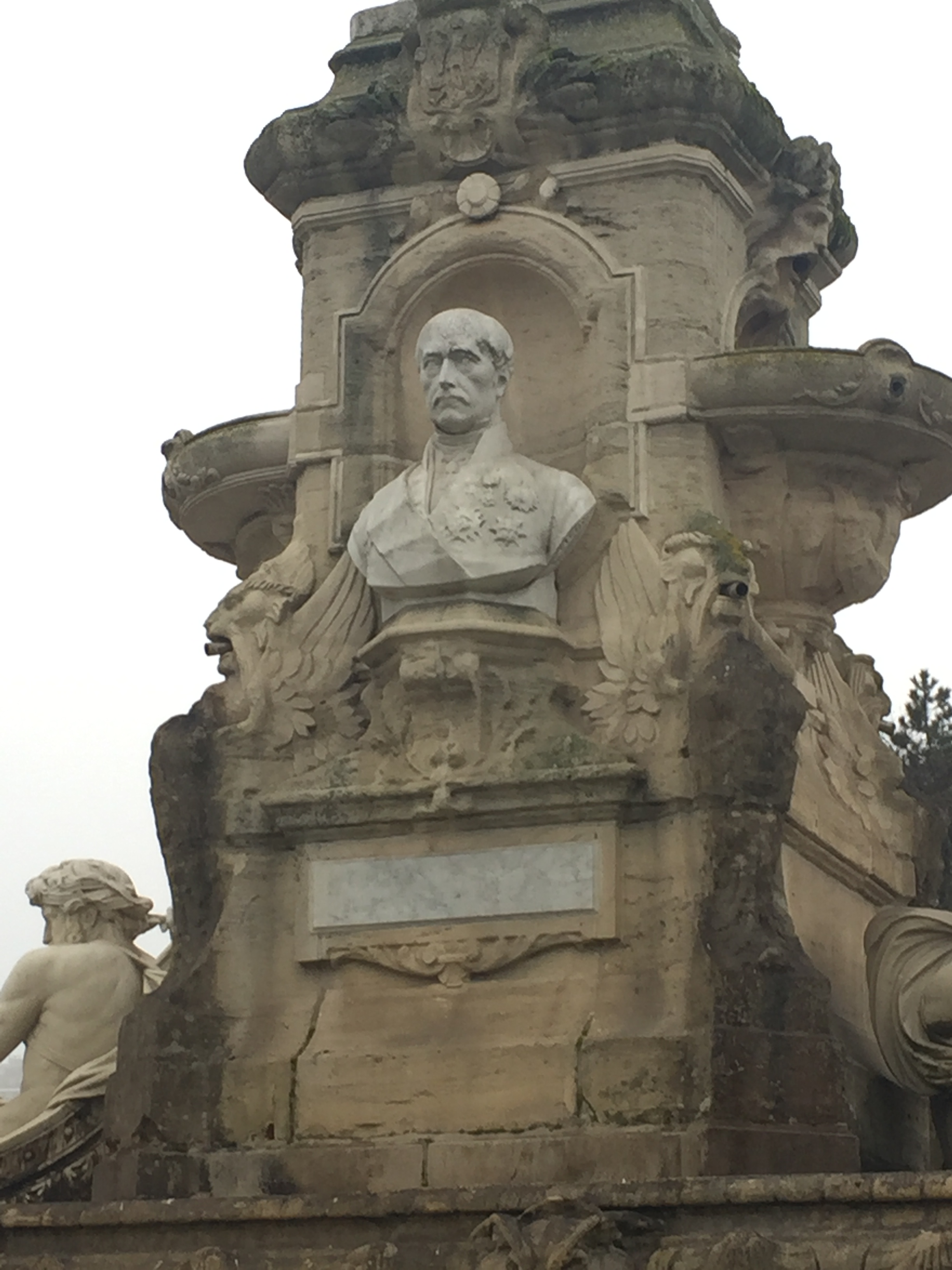
Gros plan du buste de Charles de Brouckère, se trouvant sur la fontaine érigée en son honneur.